# Praktica
Praktica était au départ une gamme d'appareils photographiques 35 mm à visée reflex créée par le fabricant allemand Kamera Werk (KW) à Dresde. Après l'intégration de KW au sein du kombinat est-allemand Pentacon, l'appellation Praktica a été conservée jusque dans les années 1980 pour tous les reflex fabriqués par Pentacon. Aujourd'hui, Praktica est devenue une marque à part entière et consacre sa production à la photo numérique grand public.
Le premier modèle d'appareil photographique Praktica sort des chaînes de KW en 1949.

## Appareils photographiques argentiques

### Reflex

#### Première génération
- Praktica FX 2 (à partir de 1956)
- Praktina FX (à partir de 1956)
- Praktina IIa (à partir de 1959)
- Praktica IV (dernier Praktica à porter le logo KW)
- Praktica IV B
- Praktica IV F
- Praktica IV M
- Praktica IV ministère fédéral
- Praktica IV FB
- Praktica V F
- Praktica V FB

#### Deuxième génération
- Praktica VI
- Praktica nova
- Praktica nova B
- Praktica mat
- Praktica nova I
- Praktika nova IB
- Praktica super TL
- Praktica elektronik

#### Troisième génération

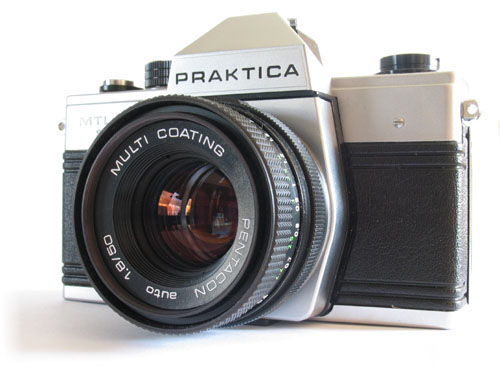
Praktica MTL5

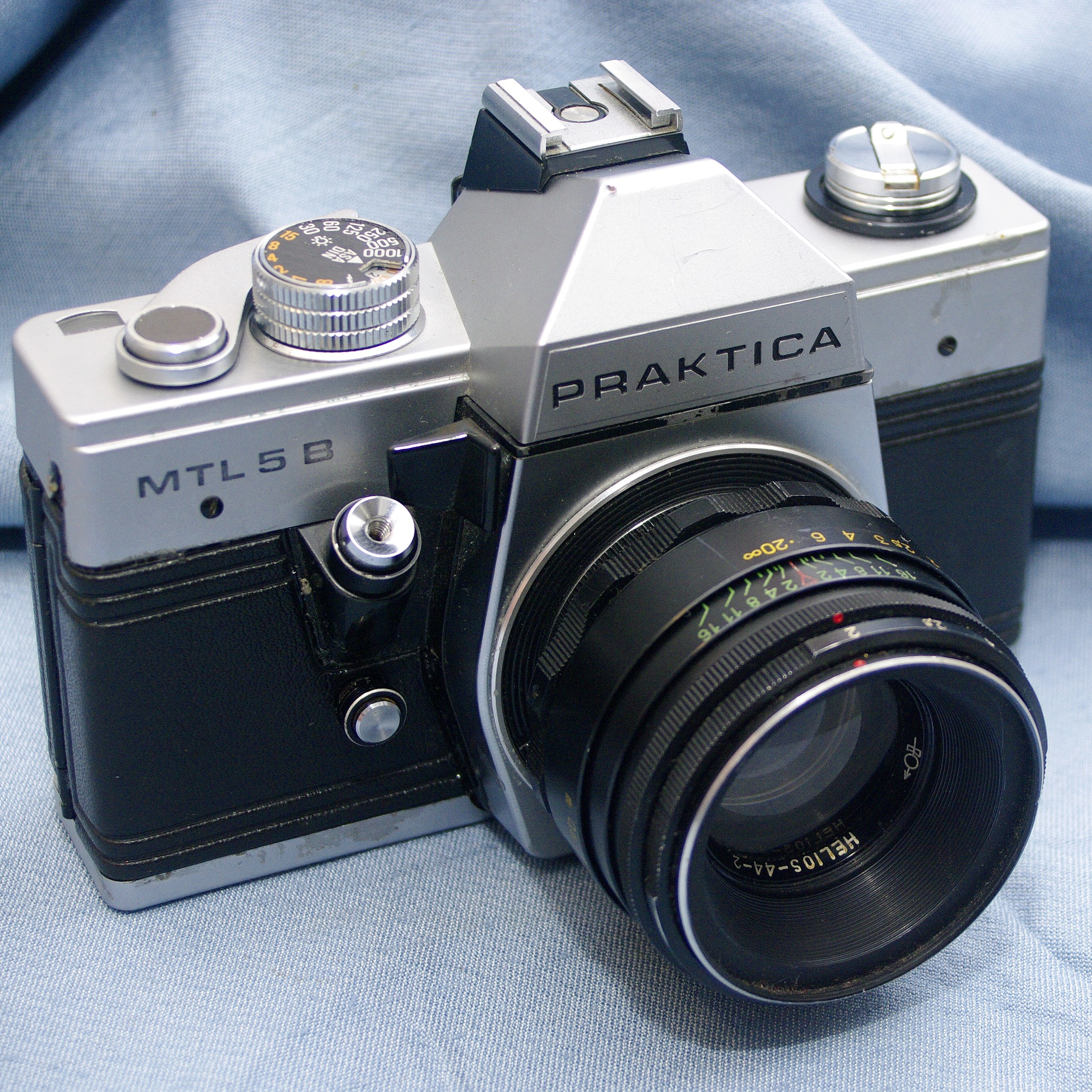
Praktica MTL5B

Dans les désignations des modèles de la troisième génération (objectif interchangeable par vissage M42), les lettres et les nombres ont eu une importance suivante.
 
Première lettre :
  
L = Obturateur à lamelles (comme distinction aux prémodèles avec un obturateur à rideau), 
 
V = 
 
P = 
 
D = affichage de la mesure d'exposition par diodes électroluminescentes au lieu d'une aiguille
  
M = ajustement du temps de mesure.
Les autres lettres :
 
TL = mesure de l'exposition de la pellicule au travers de l'objectif, 
  
LC = mesure de l'exposition de la pellicule au travers de l'objectif avec un report de la valeur dans le viseur, 
  
B = mesure d'exposition extérieure, 
  
EE = mesure d'exposition à l'intérieur avec mesure électronique du temps de fermeture.

Les nombres :
 
2 (et/ou 3) = deuxième (et/ou troisième) variante du modèle, 
  
500 (et/ou 1 000) = Vitesse d'obturation le plus court 1/500s (et/ou 1/1 000s), 
  
50 = variante des MTL avec affichage de la mesure d'exposition par diodes électroluminescentes au lieu d'une aiguille.

- Praktica L
- Praktica L2
- Praktica LB2
- Praktica LTL
- Praktica Super TL2
- Praktica Super TL3
- Praktica LTL3
- Praktica MTL3
- Praktica Super TL 500 et Super TL 1000
- Praktica LTL2
- Praktica DTL2
- Praktica DTL3
- Praktica MTL50
- Praktica LLC
- Praktica PLC2
- Praktica PLC3
- Praktica VLC
- Praktica VLC2
- Praktica VLC3
- Praktica EE2
- Praktica EE3

#### Quatrième génération
La quatrième génération avec le Praktica B200 a été présentée en 1978 pour la première fois à Leipzig et fabriqué de 1979 à 1990. Une innovation importante est l'introduction du raccordement de l'objectif par baïonnette et une conception moderne pour les appareils et les objectifs. Ces appareils étaient plus compacts et légers que les appareils de la génération précédente, et recevaient un nouvel obturateur.
Ces appareils disposaient d'un automatisme à priorité au diaphragme, débrayable ou non en mode semi-automatique selon les modèles. Suivant les versions, la valeur de la vitesse d'obturation sélectionnée par l'obturateur ou l'automatisme était affichée directement dans le viseur au moyen de diodes. La valeur de diaphragme sélectionnée était également visible dans le viseur au moyen d'un renvoi optique permettant de lire directement la valeur sur la bague de diaphragme. Ce système se reconnaît à la petite « fenêtre » présente à l'avant du prisme.
Le système à baïonnette était plus coûteux pour les clients allemands de la RDA que le système par vissage M42, et Pentacon a été contraint de produire des modèles pour le marché local (Praktica BCC et Praktica BCA) et pour les marchés d'exportation britannique, néerlandais et français (Praktica BCX, Praktica BC auto, Jenaflex AM-1, Jenaflex AC-1 et Praktica BC3).
Le désavantage du système à baïonnette Pentacon est dû à un développement interne et non compatible avec la baïonnette Pentax-K et les autres normes du moment. Cela a eu comme conséquence de brider le développement du système, car les clients étaient tenus d'acheter des objectifs supplémentaires de la marque uniquement, ce qui n'était pas le cas avec le système par vissage. 
Cependant, les appareils à baïonnette pouvaient recevoir les objectifs à monture à vis M42 grâce à une bague de conversion. Celle-ci permettait d'utiliser ces objectifs en maintenant l'automatisme à priorité au diaphragme et sa forme permettait un montage rapide, aussi bien sur l'appareil que sur l'objectif, bien plus rapide que sur un appareil à monture Pentax K par exemple. À l'utilisation, les différences étaient que la visée ne se faisait plus à pleine ouverture, mais à l'ouverture sélectionnée sur l’objectif (ceci est d'ailleurs valable pour la majorité des bagues de conversion existant pour différentes montures d'objectifs) et qu'il n'était pas possible de lire dans le viseur le diaphragme sélectionné. Par ailleurs, la conception de la bague faisait que le poussoir de présélection de diaphragme d'un objectif M42 était enfoncé lors de l'installation de la bague, ce qui rendait possible l'utilisation de tous les objectifs M42, même dépourvus de fermeture manuelle du diaphragme, ce qui n'est pas possible avec les bagues Pentax K - M42, à moins d'opérer une modification sur l'objectif pour en bloquer le dispositif de fermeture du diaphragme.
Génération B :
- Praktica B 200 et BCX, chrome
- Praktica BC 1/BC3/BCX, noir et Jenaflex AM-1
- Praktica B 100 et BC auto
- Praktica BCA et Jenaflex AC-1
- Praktica M
- Praktica BCS
- Praktica BCC
- Praktica BM/BMS et BC 2

Génération BX (fabrication entre 1987 et 1990) :
- Praktica BX 20
- Praktica BX 10 DX
- Praktica BX 21
- Praktica BX 20s

Génération BX(fabrication entre 1991 et 2001) :
- Praktica BX 20S
- Praktica BX 20D

### Compact
- Super zoom 1500 AF et 1500 AFD
- M10

- M36

- M50 AF

- M60 AF
- CX1

## Appareils photographiques numériques
La production est constituée de cinq séries de modèles :

### Luxmedia
- Luxmedia 5008
- Luxmedia 5103
- Luxmedia 5203
- Luxmedia 5303
- Luxmedia 6003
- Luxmedia 6103
- Luxmedia 6105
- Luxmedia 6203
- Luxmedia 6403
- Luxmedia 6503
- Luxmedia 7103
- Luxmedia 7203
- Luxmedia 7303
- Luxmedia 7403
- Luxmedia 8003
- Luxmedia 8203
- Luxmedia 8213
- Luxmedia 8303
- Luxmedia 10-XS
- Luxmedia 10-X3
- Luxmedia 10-23
- Luxmedia 12-23
- Luxmedia 12-Z4
- Luxmedia 12-Z5

#### Caractéristiques comparées (ébauche)
| Modèle         | Capteur (format) | Mpixels | Objectif | Équivalence 135mm | Écran               | Mise au point mini | Sensibilité | Mémoire interne | Cartes mémoire | Dimensions Lxlxh | Poids (sans batterie) |
| -------------- | ---------------- | ------- | -------- | ----------------- | ------------------- | ------------------ | ----------- | --------------- | -------------- | ---------------- | --------------------- |
| Luxmedia 5008  | 1/2,5"           | 5.3     | 6,6-58,3 | 40-320            | 1,6", 85000 pixels  | 20cm               | 50-400 ISO  | 16 Mo           | SD, SDHC       | 120x82x85mm      | 395 g                 |
| Luxmedia 6003  | 1/2,5"           | 6.3     | 3,4-9,9  | 37-111            | 1,8"                | 20cm               | 50-400 ISO  | 16 Mo           | SD, SDHC       | 85x65x37mm       | 240 g                 |
| Luxmedia 6103  | 1/2,5"           | 6.3     | 4,9-8,4  | 39-117            | 1,6"                | 20cm               | 50-400 ISO  | 9,7 Mo          | SD, SDHC       | 88x60,5x32,7mm   | 160 g                 |
| Luxmedia 10-23 | 1/2,3"           | 10      | 5,7-17,1 | 34-102            | 2,7", 230000 pixels | 12cm               | 50-1600 ISO | 16 Mo           | SD, SDHC       | 95x60x18,4mm     | g                     |
| Luxmedia 12-03 | 1/2,3"           | 12      | 5,7-17,1 | 34-102            | 2,7", 230000 pixels | 12cm               | 50-1600 ISO | 16 Mo           | SD, SDHC       | 92x57x20mm       | g                     |
| Luxmedia 12-23 | 1/2,3"           | 12      | 5,7-17,1 | 34-102            | 2,7", 230000 pixels | 12cm               | 50-3200 ISO | 16 Mo           | SD, SDHC       | 95x60x18,4mm     | g                     |
| Luxmedia 12-Z4 | 1/2,3"           | 12      | 5,05-20  | 29-110            | 2,7", 230000 pixels | 12cm               | 50-3200 ISO | 32 Mo           | SD, SDHC       | 89x57x17mm       | g                     |
| Luxmedia 12-Z5 | 1/2,3"           | 12      | 5-25     | 28-140            | 2,7", 230000 pixels | 10cm               | 50-3200 ISO | 32 Mo           | SD, SDHC       | 92x59x23mm       | g                     |

### DCZ
- DCZ 2.2
- DCZ 3.3
- DCZ 4.1
- DCZ 4.4
- DCZ 5.2
- DCZ 5.4
- DCZ 5.5
- DCZ 5.8
- DCZ 6.2
- DCZ 6.3
- DCZ 6.8
- DCZ 7.2
- DCZ 7.3

### DC

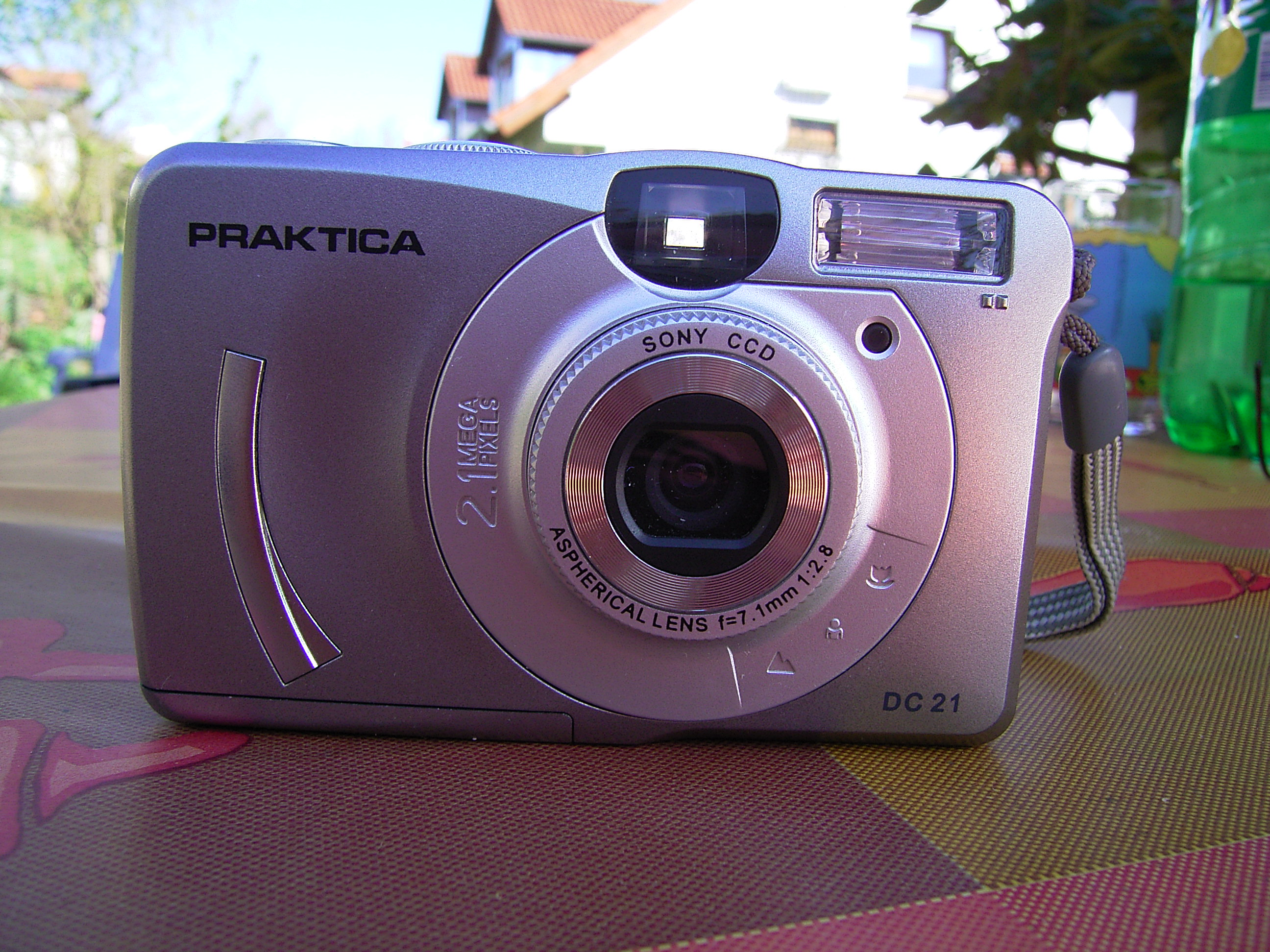
Appareil numérique Praktica DC 21

- DC 21
- DC 52
- DC 60

### Dpix
- Dpix 3200
- Dpix 5100
- Dpix 5200
- Dpix 530Z
- Dpix 740Z

### Multimedia
- DMMC
- DMMC 4
- DVC 6.1
- Caméra de voiture Praktica CDV 1.0